# Lingue germaniche settentrionali
Le lingue germaniche settentrionali, note anche come lingue scandinàve (o meno correttamente scandìnave) o lingue nordiche, rappresentano uno dei tre rami in cui si suddivide la famiglia delle lingue germaniche; gli altri due sono le lingue germaniche occidentali e orientali.
Derivano dal norreno e sono parlate in: Danimarca, Svezia, Norvegia, Islanda, Groenlandia, Finlandia (dalla minoranza di lingua svedese) e, per via dei movimenti migratori, anche da alcune comunità in America settentrionale e in Australia. 
Fino a metà dell'Ottocento, una parlata scandinava era presente anche nelle isole settentrionali della Scozia, in particolare le Shetland, andata perduta a causa dell'introduzione della lingua inglese.

## Classificazione
Le lingue scandinave si dividono in occidentali e orientali e derivano rispettivamente dai dialetti occidentali ed orientali del norreno. Il ramo orientale è stato pesantemente influenzato dal medio-basso tedesco ed è oggi rappresentato dallo svedese e dal danese, con le loro varianti dialettali. Il ramo occidentale include invece il norvegese, il faroese e l'islandese.
Una classificazione alternativa si basa invece sulla mutua intelligibilità delle lingue anziché sull'evoluzione storica e classifica norvegese, svedese e danese come "scandinavo continentale" e faroese e islandese come "scandinavo insulare".
Per via della lunga unione politica tra Norvegia e Danimarca, il Bokmål (o Riksmål) norvegese ha un lessico molto simile al danese, ma a causa della differenza di pronuncia per un norvegese è più facile capire uno svedese che un danese. Infatti, il norvegese somiglia più al danese per lessico ma più allo svedese per fonologia. Un modo di dire scherzoso che riassume questo è che "il norvegese è danese parlato da uno svedese".
La relazione di mutua intelligibilità tra le lingue scandinave è piuttosto asimmetrica; secondo alcune fonti i norvegesi possono capire circa il 90% dello svedese parlato mentre gli svedesi possono capire solo il 50% circa del norvegese parlato, ma questo effetto può essere più dovuto al ruolo di potenza regionale storica della Svezia, che ha fatto sì che i norvegesi abbiano avuto maggiori contatti con la lingua e la cultura svedese di quanto gli svedesi non abbiano avuto contatto con la lingua e cultura norvegese. Il più basso livello di mutua comprensione è tra svedese e danese; i danesi possono capire mediamente circa il 45% dello svedese parlato e gli svedesi circa il 25% del danese parlato. Per quanto concerne invece i testi scritti, la quota di mutua comprensione sale al 70-90% per tutte le combinazioni. Chiaramente i livelli di mutua comprensione della popolazione di un'area dipendono moltissimo da quanto il dialetto locale sia influenzato dalle parlate delle aree vicine. 
Spesso le lingue scandinave vengono citate come prova dell'aforisma secondo cui "una lingua altro non è che un dialetto con un esercito e una marina", le differenze tra i vari dialetti delle province di Svezia e Norvegia sono spesso maggiori di quelle osservate tra province confinanti dei due stati. Se in Svezia e Danimarca la politica adottata dai governi è stata quella di favorire una lingua nazionale standard, la Norvegia ha mantenuto verso i suoi dialetti un atteggiamento più tollerante; la derivazione del Nynorsk dai dialetti norvegesi dopo la separazione dalla Danimarca del 1814 fu un tentativo di allineare la lingua alla mutata situazione politica. Un fenomeno simile è stato osservato in tempi recenti nelle nazioni della Serbia e della Croazia sorte dalla divisione della Jugoslavia.

## Albero genealogico
Tutte le lingue scandinave discendono dal nordico antico, o norreno. Le divisioni tra i diversi rami non sono mai nette; l'insieme delle lingue scandinave presenta dialetti reciprocamente comprensibili che si pongono a cavallo tra i diversi gruppi
- norreno
  - norreno occidentale
    - lingua islandese (in Islanda)
    - lingua faroense (nelle Fær Øer)
    - lingua norn (estinta dopo la cessione delle Isole Shetland e delle Isole Orcadi alla Scozia)
    - lingua norvegese
      - Trøndersk
      - Østlandsk
      - Midlandsk
      - Vestlandsk
      - Nordlandsk

  - norreno orientale
    - lingua danese
      - danese insulare
      - danese orientale
      - lingua jutlandica (nello Jutland)

    - lingua svedese
      - Sveamål (nello Svealand, nel Gästrikland e nel Hälsingland meridionale)
      - Norrländska mål (nel Norrland eccetto che nello Gästrikland, nello Hälsingland meridionale; i dialetti dello Härjedalen e dello Jämtland possono essere classificati come Trøndersk)
      - Götamål (nel Västergötland, nell'Östergötland, nel Dalsland, nel Värmland e nello Småland)
      - Östsvenska mål
        - lingua finnico-svedese (in alcune zone costiere della Finlandia)

      - Sydsvenska mål o lingua scaniana, originariamente una variante del danese parlata nello Skåneland, l'estremità meridionale della penisola scandinava; considerata da alcuni una lingua diversa da svedese e danese

  - lingua gutnica

Il norvegese presenta due forme scritte ufficiali, Bokmål e Nynorsk.